# わたなべちひろ
わたなべ ちひろ（2004年4月10日 - ）は、日本のシンガー、ミュージシャン。未熟児網膜症のため、生まれたときから視覚に障害がある。

## 経歴
- 2歳の時におもちゃのキーボードを弾き始める。
- 4歳の時にクラシックピアノを習い始める。
- 2013年 - 「ヘレンケラー記念音楽コンクール」ピアノ低学年の部1位を受賞する。
- 2016年
  - 10月 - 第13回東京国際フォーラムで行われた「ゴールドコンサート」でジョン・レノンの「イマジン」を弾き語り「観客賞」を受賞する。審査委員長で音楽評論家の湯川れい子や、副委員長の吉岡正晴ら審査委員から大絶賛される。
  - 11月22日 - 代々木第一体育館で行われた日本財団パラリンピックサポートセンター主催「パラフェス2016」に出演。木下航志と「イマジン」をコラボした[2]。
  - 12月25日 - ニッポン放送「第42回ラジオ・チャリティー・ミュージックソン」に史上最年少の出演を果たす[3]。
- 2017年
  - 2月23日 - NHK「ミュージック・ポートレイト松本隆x斉藤由貴」にて斉藤由貴から大絶賛される。
  - 3月
    - 日本財団パラリンピックサポートセンター主催「パラ駅伝2017」のオープニングアクトを務める。
    - さいたま市ノーマライゼーションカップ「ブラインドサッカー国際親善試合」のオープニングアクトを務める。

  - 11月 - アメリカ合衆国ニューヨークにある黒人音楽の殿堂アポロ・シアターのアマチュアナイトに出場を果たす。2点差で2位となるが、圧倒的な歌唱力で場内を沸かせた。
  - 12月24日 - ニッポン放送「第43回ラジオ・チャリティー・ミュージックソン」に2年連続で出演。ミュージカルナンバー「Tomorrow」を披露。[4]。
- 2018年
  - 3月　NHKドキュメンタリー番組「〜イマジンそこに「境界」はない〜」放送。
- 2019年
  - 4月　「Chihiro Watanabe Concert 2019 ~旅立ちの春~」　ワンマンライブ「渋谷eggman」開催。
  - 10月　NHK音楽祭「ハートフルクラッシック わたなべちひろxN響メンバー」共演。
  - 11月　「Para Fes 2019」武蔵野の森総合スポーツプラザ　出演。
  - 12月　ニッポン放送「第46回ラジオ・チャリティー・ミュージックソン　SixTONES 京本大我との共演。
- 2021年
  - 9月　「東京2020パラリンピック閉会式」出演。

## 出演

### ドキュメンタリー
- イマジン そこに「境界」はない[5]（2018年3月19日、NHK）